# Monte Egon
Monte Egon (en indonesio: Gunung Egon;  a veces llamado Monte Namang) es un estratovolcán situado en la parte sureste de la isla de Flores, en Indonesia, en el área de la bahía de Maumere. Un desprendimiento de tierra durante la erupción del 29 de enero de 2004 obligó a 6.000 personas a evacuar la zona. La actividad del Monte Egon el 15 de abril de 2008 obligó a miles de personas a evacuar el sitio de nuevo. Los sismos y gases del volcán se han registrado desde noviembre de 2010, lo que ha provocado la designación de Egon como uno de los 11 volcanes en Indonesia en más alto nivel de alerta.